# Hijos del Pueblo (álbum)
Hijos del Pueblo es el álbum en directo que realizaron a dúo los músicos Enrique Bunbury y Andrés Calamaro. Se trata del reflejo de la gira que protagonizaron los artistas durante los meses de octubre y noviembre de 2014. El disco agrupó canciones propias de cada uno en sus etapas solistas y sus respectivos grupos, además de covers.
Salió a la venta en formato digipack, vinilo + CD, y en línea, ocupando el puesto número 1 en ventas de iTunes. El tema elegido para promocionar el álbum fue "Crimen" de Gustavo Cerati, en homenaje al ex Soda Stereo que había fallecido semanas atrás que empezaran la gira.

## Lista de temas
| N.º   | Título                                                        | Escritor(es)                                               | Duración |  |
| 1.    | «Sin documentos»                                              | Andrés Calamaro                                            | 4:49     |  |
| 2.    | «Maldito duende»                                              | Enrique Bunbury Joaquín Cardiel Juan Valdivia Pedro Andreu | 4:55     |  |
| 3.    | «Crimen»                                                      | Gustavo Cerati                                             | 4:06     |  |
| 4.    | «Copa rota» (Versión de "La copa rota")                       | Benito de Jesús                                            | 3:52     |  |
| 5.    | «Te solté la rienda»                                          | José Alfredo Jiménez                                       | 2:58     |  |
| 6.    | «Estadio Azteca»                                              | Calamaro Marcelo Scornik                                   | 3:36     |  |
| 7.    | «Apuesta por el R’n’R» (Versión de "Apuesta por el rocanrol") | Gabriel Sopeña Mauricio Aznar                              | 4:12     |  |
| 8.    | «Infinito»                                                    | Bunbury                                                    | 5:02     |  |
| 9.    | «Aunque no sea conmigo»                                       | Chago Diaz                                                 | 3:32     |  |
| 10.   | «Hijo del pueblo» (Versión de "El hijo del pueblo")           | Jiménez                                                    | 2:57     |  |
| 40:04 |                                                               |                                                            |          |  |